# Pedro Garcia Netto
Pedro Garcia Netto (Caraguatatuba, 7 de janeiro de 1978) é um ator brasileiro.

## Biografia
É sobrinho do também ator Edson Celulari, e respectivamente, primo de Enzo Celulari e Sophia Raia.

## Filmografia
Televisão
| Ano         | Título                     | Papel                             | Emissora         |
| ----------- | -------------------------- | --------------------------------- | ---------------- |
| 1997 - 1998 | Caça Talentos              | Renan                             | Rede Globo       |
| 2001        | As Filhas da Mãe           | Pedro Rocha                       | Rede Globo       |
| 2002        | Rizoma                     | Mauro                             | —                |
| 2006        | JK                         | Pedro Nava                        | Rede Globo       |
| 2006        | Cobras & Lagartos          | Eustáquio                         | Rede Globo       |
| 2007        | Eterna Magia               | Bernardo                          | Rede Globo       |
| 2008        | Casos e Acasos             | Mota (segurança)                  | Rede Globo       |
| 2008        | Ciranda de Pedra           | Amadeu Bandeira                   | Rede Globo       |
| 2009        | Caras & Bocas              | Galeno Pellozini                  | Rede Globo       |
| 2011        | Insensato Coração          | Nando Brandão                     | Rede Globo       |
| 2013        | Os Buchas                  | Benny Blanco                      | Canal Oi         |
| 2013        | Meu Passado Me Condena     | Bruno                             | Multishow        |
| 2015        | Questão de Familia         | Promotor Helton                   | GNT              |
| 2015        | Milagres de Jesus          |                                   | RecordTV         |
| 2015-2016   | Cúmplices de um Resgate    | Vicente Alencar                   | SBT              |
| 2017        | Apocalipse                 | Soldado                           | RecordTV         |
| 2017-2018   | Malhação: Viva a Diferença | José Augusto Sampaio, Pai de Guto | Rede Globo       |
| 2019        | Verão 90                   | Policial Torres                   | Rede Globo       |
| 2019        | Chuteira Preta             | Roni                              | Prime Box Brazil |

Teatro
| Ano  | Título                                | Papel            |
| ---- | ------------------------------------- | ---------------- |
| 2004 | Trindade                              | Emílio           |
| 2004 | Equus                                 | Alan             |
| 2008 | Um certo Van Gogh                     |                  |
| 2011 | Nem um dia se passa sem notícias suas | Juliano / Miguel |
| 2017 | Doce pássaro da juventude             |                  |
| 2018 | O fantasma autoral                    |                  |

Cinema
| Ano  | Título  | Papel |
| ---- | ------- | ----- |
| 1999 | O Roubo | —     |
| 2004 | Olga    | —     |
| 2008 | Alice   | Fábio |